# Болотовка (Пермский край)
Болотовка — деревня в Кунгурском районе Пермского края, входящая в состав Неволинского сельского поселения.

## География
Деревня находится в южной части Кунгурского района примерно в 1 километре от деревни Тёплая на запад.

## Климат
Климат умеренно континентальный с продолжительной снежной зимой и коротким, умеренно тёплым летом. Средняя температура июля составляет +17,8 °C, января −15,6 °C. Среднегодовая температура воздуха составляет +1,3 °C. Средняя продолжительность периода с отрицательными температурами составляет 168 дней и продолжительность безморозного периода 113 дней. Среднее годовое количество осадков составляет 539 мм.

## История
Деревня известна с 1887 года как выселок Болотовский. Основана выходцами из села Тихановка. До 2018 года входила в состав Тихановского сельского поселения, после упразднения которого входит в состав Неволинского сельского поселения.

## Население
Постоянное население составляло 7 человек в 2002 году (100 % русские), 2 человека в 2010 году.